# Weyes Blood
Natalie Laura Mering (Santa Monica (Californië), 11 juni 1988), beter bekend onder haar artiestennaam Weyes Blood, is een Amerikaanse zangeres, songwriter en muzikant. Sinds 2003 brengt ze haar eigen materiaal uit onder de naam Weyes Blood. Haar muziek heeft tijdens haar carrière aanzienlijke veranderingen ondergaan, van noise en heavy metal tot indierock.

## Jeugd
Natalie Laura Mering werd geboren op 11 juni 1988 in Santa Monica, Californië, in een diep religieus wedergeboren pinksterchristelijk gezin. Op haar 14e nam zij echter afstand van haar geloof.
Mering is met haar familie tijdens haar jeugd meerdere keren verhuisd; ze bracht haar kinderjaren door in Scotts Valley, Californië voordat het gezin zich in 1999 vestigde in Doylestown, Pennsylvania, waar Mering naar de middelbare school ging. Zowel haar oudere broers als ouders zijn muzikanten en muziek speelde een belangrijke rol in haar opvoeding. Haar vader, Sumner Mering, is een muzikant en gitarist die eind jaren zeventig in de new wave-band Sumner in Los Angeles speelde.

## Carrière

### 2003-2014 Begin enThe Outside Room
Op 15-jarige leeftijd begon Mering de bijnaam Wise Blood (een verwijzing naar de roman van Flannery O'Connor uit 1949) te gebruiken om liedjes te schrijven. Ze veranderde die naam in Weyes Bluhd op verschillende in eigen beheer uitgebrachte platen voordat ze de spelling veranderde in Weyes Blood. Na het afronden van de middelbare school verhuisde Mering naar Portland, Oregon, waar ze muziek ging studeren op het Lewis & Clark College. Zij had een radioshow op het campusradiostation, maar Mering stopte echter na haar eerste studiejaar om als bassist te gaan toeren met het experimentele folkcollectief Jackie-O Motherfucker. Bij de noise-rockband was Satanized was zij actief met zang en keyboards.
In 2011 bracht ze haar debuutstudio-album The Outside Room uit als Weyes Blood and the Dark Juices op Not Not Fun Records. Het tijdschrift Uncut beschreef het album als "devotioneel en etherisch, maar met een rafeltje". Mering bracht in oktober 2014 haar tweede studioalbum uit, genaamd The Innocents, dat werd uitgebracht via Mexican Summer. Het werd opgenomen in het landelijke Pennsylvania in Merings appartement en in Gary's Electric Studio in Greenpoint, Brooklyn. Het bevatte bijdragen van Jacob Brunner (drums) en James Strong (bas). Mering beschreef het thema van het album als "over mijn eerste echte relatie die echt misging".

### 2014–2021Front Row Seat to EarthenTitanic Rising
Na de release van haar tweede album verhuisde Mering van New York naar Los Angeles. In 2016 bracht ze haar derde studioalbum Front Row Seat to Earth uit op het label Mexican Summer. Zij kreeg lovende kritieken en toerde door Europa en de Verenigde Staten. Mering verklaarde dat de nummers op het album grotendeels betrekking hadden op het isolement dat ze voelde toen ze in New York woonde.
Op 5 april 2019 werd een nieuw studioalbum met de titel Titanic Rising uitgebracht op het label Sub Pop. Mering beschrijft Titanic Rising als een ontmoeting tussen The Kinks en een album van Waylon Jennings en Willie Nelson of als Bob Seger en Enya. Andere invloeden zijn onder andere Kate Bush en Karen Carpenter van de Carpenters. Titanic Rising wordt beschreven als een plaat over romantische teleurstelling, beschadigde realiteit en het vinden van hoop.
Mering was nauw betrokken bij het Tim Heidecker-conceptalbum Fear of Death uit 2020, ze zong op alle twaalf nummers, schreef mee aan twee nummers en was coproducer.

### 2022–heden:And in the Darkness, Hearts Aglow
Merings vijfde studioalbum And in the Darkness, Hearts Aglow kwam uit in november 2022, tegelijk met de single 'It's Not Just Me, It's Everybody'. Het album is grotendeels geschreven tijdens de lockdownperiode van 2020-2021 en moet met Titanic Rising en een komend album een trilogie gaan vormen. Het album is opgenomen in Studio 3 van de EastWest Studios in Los Angeles.